# Pelecanus thagus
El pelícano peruano (Pelecanus thagus) es una especie de ave marina de la familia Pelecanidae que habita en América del Sur. Actualmente es considerado como una especie propia de pelícano y no una subespecie del pelícano pardo (Pelecanus occidentalis). 

## Distribución
El pelícano habita las costas del Pacífico del Perú y Chile, llegando por el sur hasta el Canal de Beagle frente a la isla Picton, siendo accidental en Argentina, en especial en lagos cordilleranos: lago Puelo y lago Fagnano.

## Nombres comunes
En Chile es llamado pelícano, huajache o alcatraz, en Argentina es llamado pelícano pardo, en cambio en Perú se le llama pelícano peruano, también es conocido como pelícano de humboldt o pelícano alcatraz.

## Descripción
Mide 1.1 metros de largo y sus alas pueden alcanzar una envergadura que sobrepasa los 2.28 m. Posee un gran pico de color amarillo con una bolsa debajo (llamada bolsa gular) que utiliza para capturar y guardar los peces con que se alimenta. Su plumaje es de color pardo oscuro en el dorso mientras que su frente, pecho y cuello son de color blanco. La parte dorsal de este último, se torna parda durante el período reproductivo.

## Galería

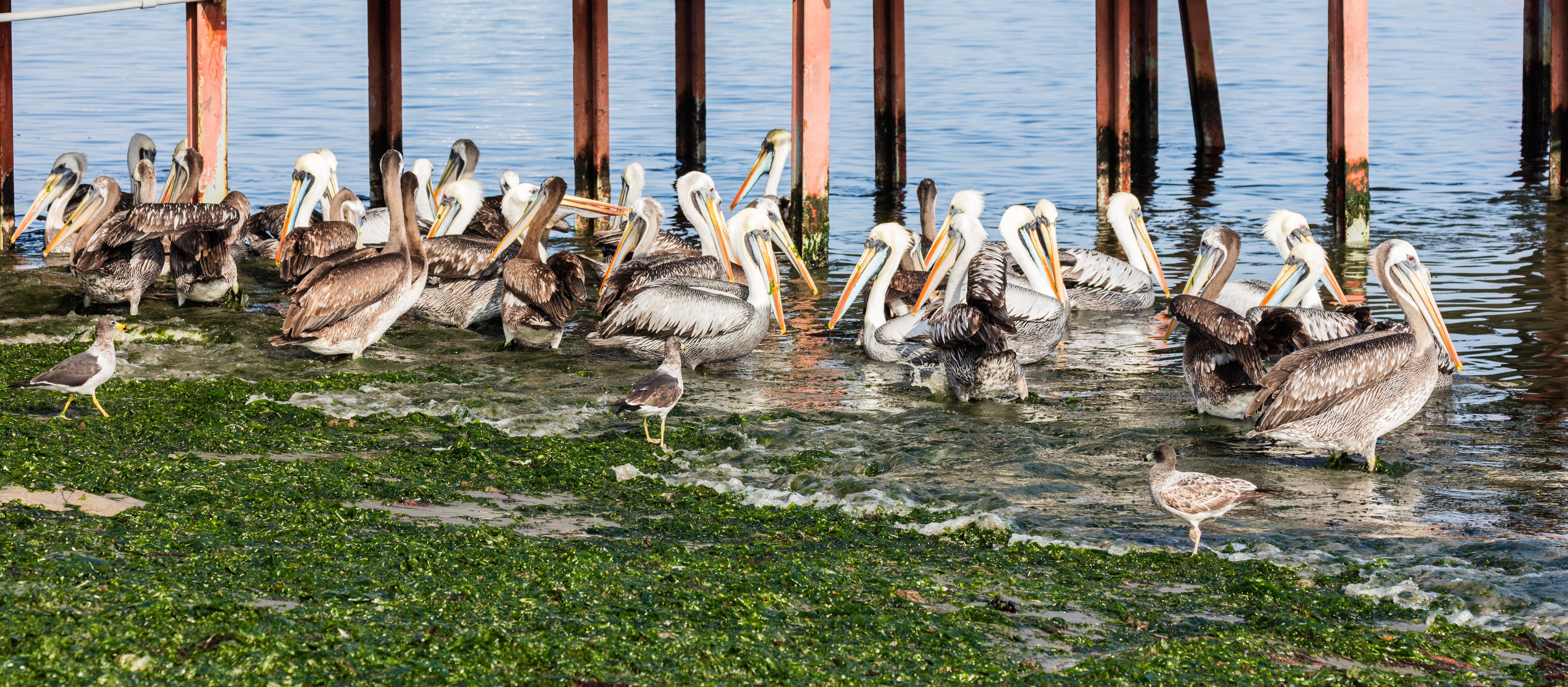
Pelecanus Thagus en el puerto de Paracas, Perú
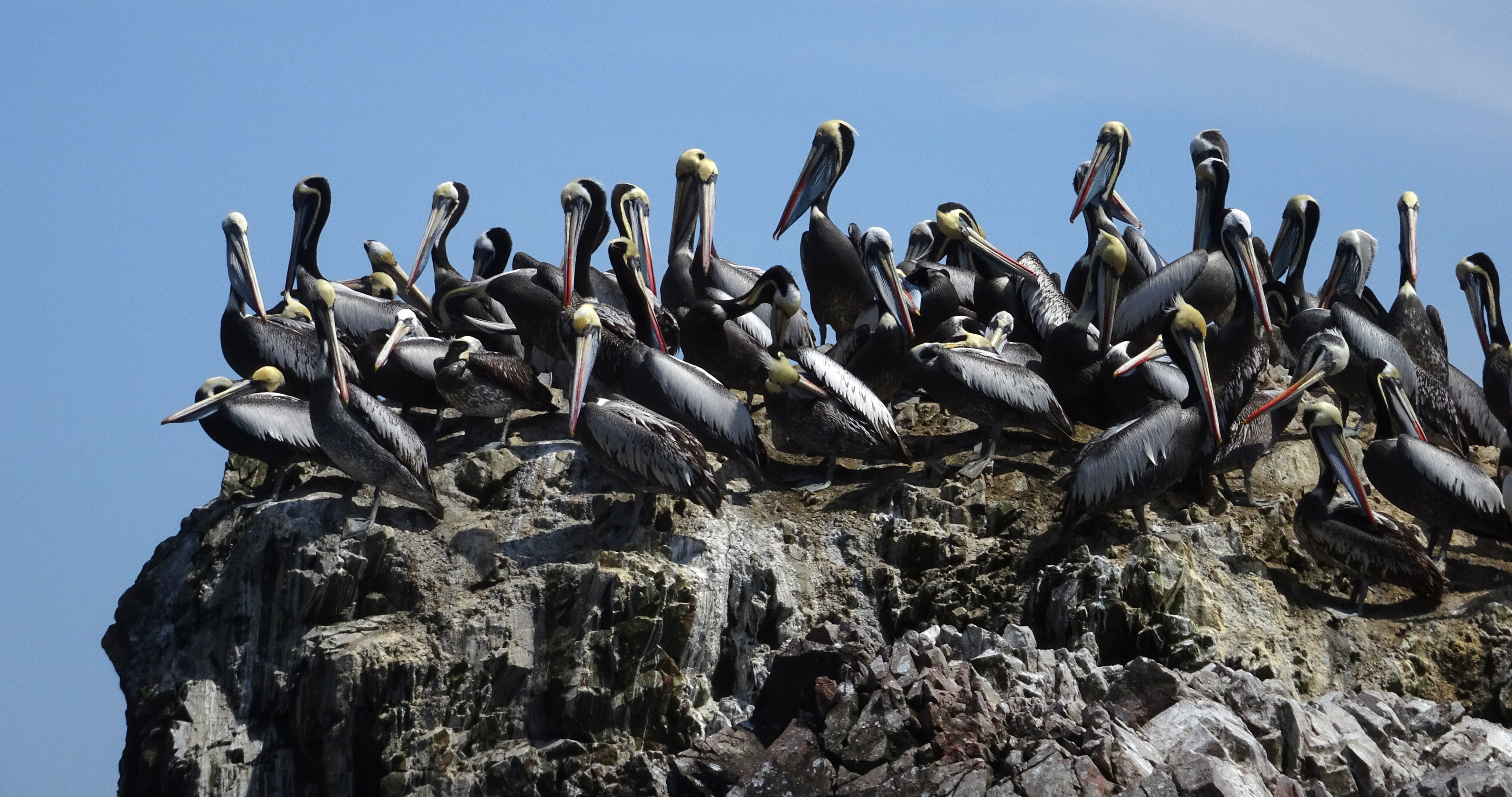
Pelícanos Peruanos en las Islas Ballestas
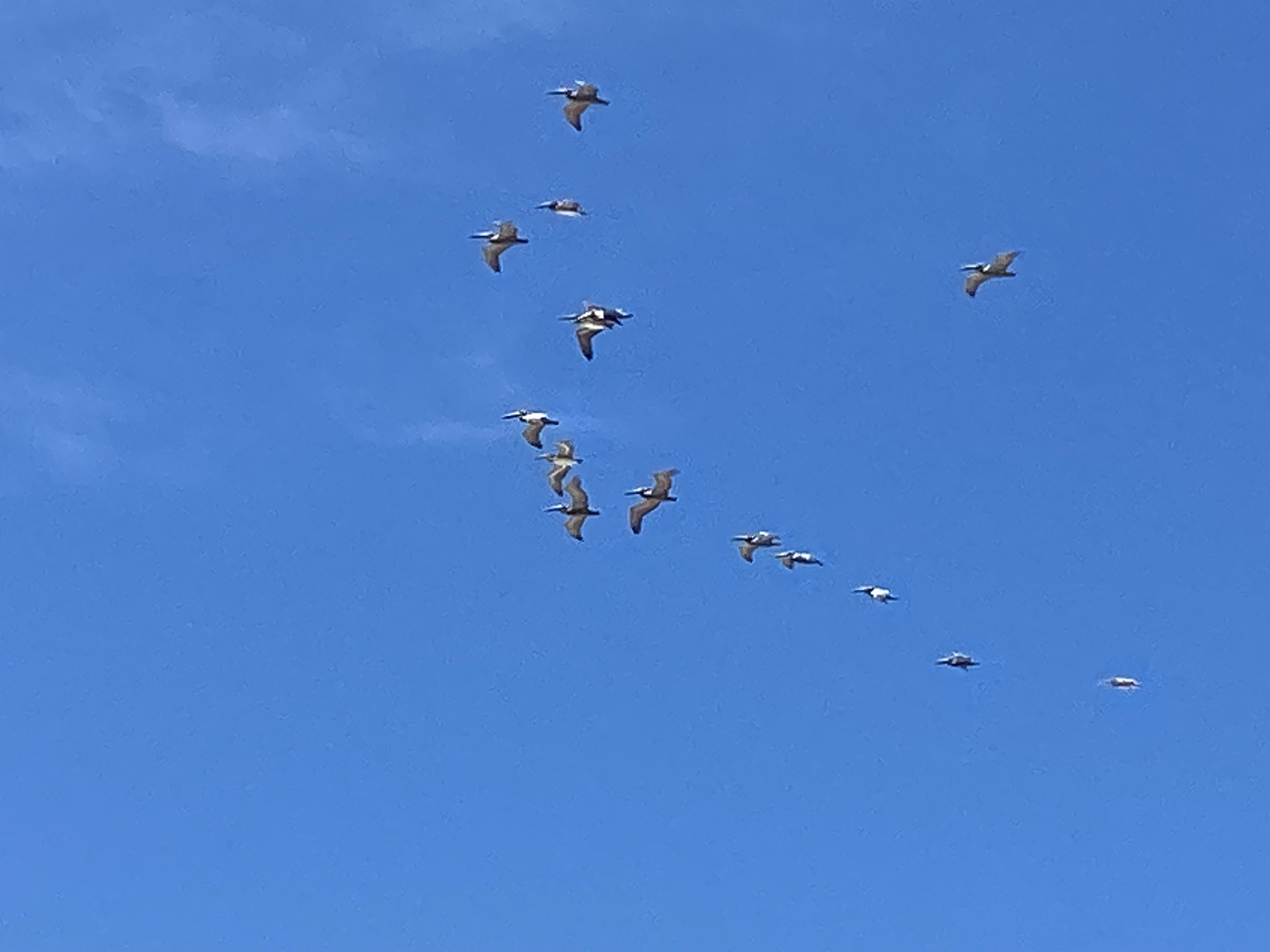
Pelicanos volando por Decameron Punta Sal